# Leszek
Leszek – staropolskie imię męskie. Występuje też jako zdrobnienie imienia Lech. 
W dokumentach występowało ono w formach Lestek i Lestko – prawdopodobnie jako zdrobnienie niepoświadczonych pełnych imion Lścimir i Lścisław, wywodzących się od słowa lście, oznaczającego „chytrość”.
Imię to po raz pierwszy wymienił kronikarz Gall Anonim w Kronice polskiej w 1113 roku, gdzie wśród przodków Mieszka I został wymieniony Lestek, wnuk Piasta. Pod wpływem popularności kroniki Galla Anonima, imię to zaczęło być nadawane od XII wieku książętom z dynastii Piastów. Pierwszą postacią historyczną noszącą to imię był Leszek Bolesławowic (1115–przed 1131), przedwcześnie zmarły syn Bolesława Krzywoustego. Jako imię powszechne zyskało popularność w XIX i XX wieku.
Leszek imieniny obchodzi 3 czerwca.

## Pochodzenie
Wbrew potocznej opinii Leszek nie jest zdrobnieniem od imienia Lech. Mimo że etymologia obu tych imion jest trudna do określenia, patrząc na chronologię pojawiania się tych imion w historii (imię Lech pojawia się w źródłach dopiero sto lat po imieniu Lestek), można stwierdzić, iż to Lestek/Leszek jest imieniem pierwotnym, a Lech może być jego pochodną.
Etymologia imienia jest niejasna. Jego znaczenie jako pierwszy próbował wyjaśnić kronikarz Wincenty Kadłubek w dziele „Kronika polska” z 1205 roku, pisząc: „dano mu imię Lestko, to jest przebiegły, ponieważ więcej nieprzyjaciół zniszczył przebiegłością niż siłą. Potem był jeszcze drugi książę tego samego imienia, lecz z innego powodu nazwany Lestkiem”. Wincenty Kadłubek nie wyjaśnia jednak, na jakiej podstawie tak interpretuje etymologię imienia Lestek. 
Potencjalnie można je wywieźć od słowiańskiego lest, „chytrość”, które wywodzi się od lstiti (lьstь), lścić, „działać chytrze, podstępnie”. Również w innych językach słowiańskich pojawiają się imiona formowane przy użyciu tego członu, np. czeski Lstimir. Słowo to jest zapożyczeniem z języków germańskich, pochodzi pragermańskiego słowa *listiz, „podstępny” poprzez gockie lists (𐌻𐌹𐍃𐍄𐍃), por. niem. listig, „chytry, przebiegły” lub szw. listig, „mądry”. 
Według niektórych badaczy (np. Karol Szajnocha) imię Lestek jest pochodzenia skandynawskiego, co jest używane jako jeden z argumentów za hipotezą o normańskim pochodzeniu dynastii piastowskiej.

## Znane osoby noszące imię Leszek
Od XIII wieku imię Lestek, a później Leszek, było rodowym imieniem występującym w polskiej rodzimej dynastii Piastów. 
Legendarni władcy w Kronice Wincentego Kadłubka.
- Leszko I
- Leszko II
- Leszko III

Książęta z rodu Piastów
- Lestek – książę Polan
- Leszek Bolesławowic – syn Bolesława Krzywoustego
- Leszek Biały
- Leszek Czarny
- Leszek dobrzyński (zm. przed 1316) – książę dobrzyński
- Leszek inowrocławski
- Leszek Bolesławowic – książę mazowiecki 1173–1186
- Leszek raciborski – książę raciborski 1306–1336

Współczesne osoby noszące imię Leszek
- Leszek Aleksandrzak – samorządowiec SLD
- Leszek Balcerowicz – ekonomista
- Leszek Bednarczuk
- Leszek Benke
- Leszek Blanik
- Leszek Błażyński
- Leszek Bubel
- Leszek Cichy – himalaista
- Leszek Czarnecki
- Leszek Długosz
- Leszek Dobrzyński – polityk PiS
- Leszek Drogosz
- Leszek Elektorowicz
- Leszek Gałysz
- Leszek Herdegen
- Leszek Jezierski – piłkarz
- Leszek Kaźmierczak – raper
- Leszek Kołakowski
- Leszek Kubicki
- Leszek Kucharski
- Leszek Kuk
- Leszek Kuriata
- Leszek Kuzaj
- Leszek Lipka – piłkarz Wisły Kraków
- Leszek Lisowski
- Leszek Malinowski
- Leszek Mądzik
- Leszek Mech
- Leszek Miller – polityk SLD
- Leszek Mizieliński
- Leszek Moczulski
- Leszek Możdżer
- Leszek Murzyn – polityk LPR
- Leszek Pacholski – profesor nauk technicznych
- Leszek Pacholski – profesor nauk matematycznych
- Leszek Pękala
- Leszek Pisz – piłkarz
- Leszek Raabe – działacz PPS-WRN
- Leszek Samborski
- Leszek Serafinowicz (Jan Lechoń) – poeta
- Leszek Sikorski
- Leszek Skorupa – sztangista
- Leszek Starkel – profesor nauk przyrodniczych
- Leszek Sułek
- Leszek Teleszyński
- Leszek Weres
- Leszek Wierzchowski
- Leszek Winder
- Leszek Zachara
- Leszek Żebrowski